# جاغا جاسوس
جاغا جاسوس (بالإنجليزية: Jagga Jasoos)‏ هو فيلم هندي كوميدي غموض أصدار 2017 من إخراج انوراغ باسو ومن إنتاج Picture Shuru Productions شركة إنتاج مشترك بين رانبير كابور وأنوراغ باسو. ويقوم رانبير كابور وكاترينا كيف بالأدوار الرئيسية وأيضا سيقوم غوفيندا بدور والد رانبير كابور.

## البطولة
- رانبير كابور بدور جاغا جاسوس, 17 عاما طالب في المدرسة الثانوية
- كاترينا كيف بدور صديقة جاغا
- ساسواتا تشاترجي بدور والد جاغا جاسوس

## الإنتاج

### التطوير
في 2013 تم اعلان ان رانبير كابور وانوراغ باسو سيُنتجُون فلمَ معاً تحت الرايةِ الجديدةِ تدعى Picture Shuru Productions. الفيلم سيكون خطا طويلا من "شيرلوك هولمز - يلتقي - جيمس بوند - يلتقي - مهمة مستحيلة" بنكهة بوليودية مع جرعة مناسبة من الاكشن الكوميدي والموسيقى لتلبية الذوق الشعبي.

### اختيار البطولة
تم اختيار رانبير كابور لدور البطولة حالما تم الإعلان عن الفيلم. وسيعرض الفيلم كونه مشروعا بطل واحد وبطلتين وسيعرض اثنين من البطلات الرئيسيات. تم اختيار كاترينا كيف للِعْب الدور الرئيسي مقابل رانبير.

### الموسيقى
الموسيقى ستعطى لـ بريتام

### التصوير
ومن المتوقع ان التصوير سيبدأ في 14 نوفمبر. ويقول رانبير "أنا متحمس جدا لتمثيل فيلم آخر مع كاترينا"

## روابط خارجية
- جاغا جاسوس على موقع IMDb (الإنجليزية)
- جاغا جاسوس على موقع روتن توميتوز (الإنجليزية)
- جاغا جاسوس على موقع نتفليكس (الإنجليزية)
- جاغا جاسوس على موقع ألو سيني (الفرنسية)
- جاغا جاسوس على موقع بوكس أوفيس موجو (الإنجليزية)
- جاغا جاسوس على موقع فيلمافينيتي (الإسبانية)
- جاغا جاسوس على موقع قاعدة بيانات الفيلم (الإنجليزية)
- جاغا جاسوس على موقع ليتربوكسد (الإنجليزية)
- جاغا جاسوس على موقع كينوبويسك (الروسية)